# شاينا بازلر
شاينا أندريا بازلار (بالإنجليزية: Shayna Andrea Baszler) هي مصارعة محترفة ومقاتلة فنون قتالية أمريكية ولدت في يوم 8 أغسطس 1980 في مدينة سو فولز في داكوتا الجنوبية لأب نصف ألماني وأم نصف صينية. بدأت في البداية بالمنافسة في إن إكس تي وحالياً تصارع في دبليو دبليو إي.